# Thüringen Philharmonie Gotha-Eisenach

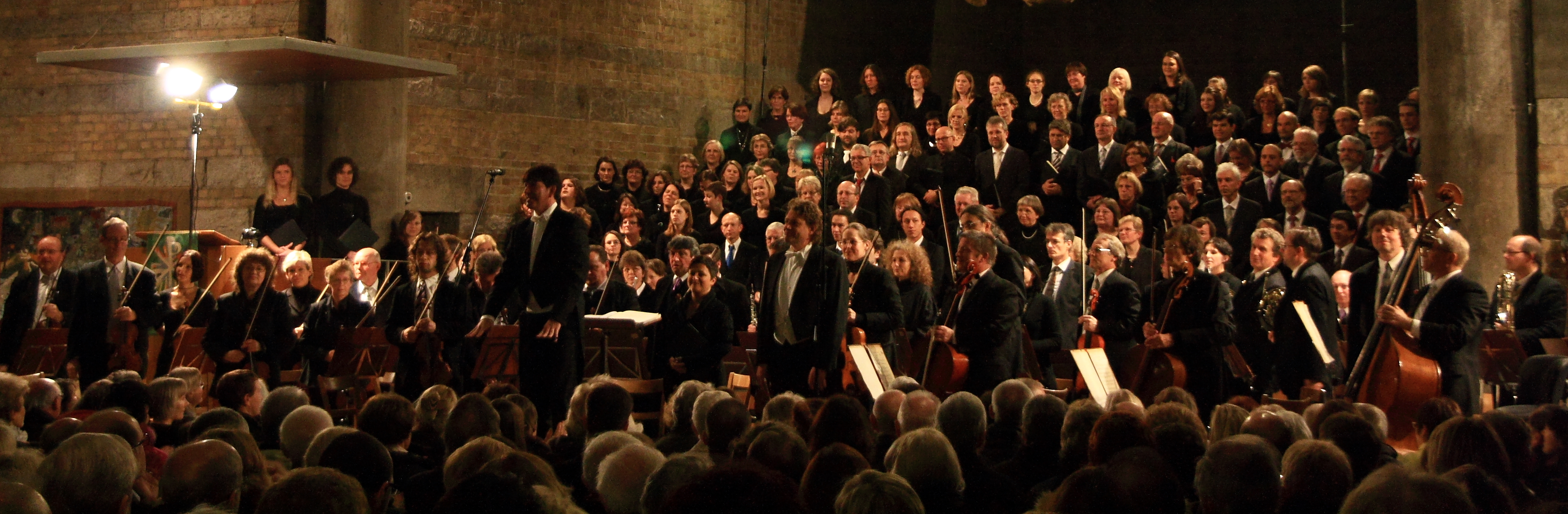
Aufführung des Requiems von Johannes Brahms mit dem Oratorienchor Würzburg unter Leitung von Matthias Göttemann in der Johanniskirche Würzburg, November 2012

Die Thüringen Philharmonie Gotha-Eisenach ist ein Symphonieorchester in der Stadt Gotha. Träger ist die „Gesellschaft der Freunde und Förderer der Thüringen Philharmonie Gotha-Eisenach e. V.“ Das Orchester entstand 2017 durch die Fusion der Thüringen Philharmonie Gotha mit der Landeskapelle Eisenach.

## Geschichte

### Landeskapelle Gotha
Seit Herzog Ernst der Fromme von Sachsen-Gotha im Jahre 1651 eine Hofkapelle gegründet hatte, bestand in Gotha ein ortsansässiges Orchester. Daraus ging die Landeskapelle Gotha hervor.

### Staatliches Sinfonieorchester Gotha
Nach der Auflösung der Länder in der DDR im Jahre 1952 war der Name „Landeskapelle“ nicht mehr gewünscht. Die Landeskapelle Gotha wurde in Staatliches Sinfonieorchester Gotha umbenannt. Einer seiner Dirigenten war Gerhart Wiesenhütter.

### Landessinfonieorchester Thüringen Gotha
Nach der Wende wurde das Staatliche Sinfonieorchester Gotha umbenannt in Landessinfonieorchester Thüringen Gotha.

### Thüringen Philharmonie Gotha-Suhl
1998 wurde das Landessinfonieorchester Thüringen Gotha mit der 1953 gegründeten Thüringen Philharmonie Suhl (bis 1979: Staatliches Sinfonieorchester Suhl) vereinigt. Dirigenten des Suhler Orchesters waren Siegfried Geißler, Claus Peter Flor und Olaf Koch gewesen. Der neue Name lautete Thüringen Philharmonie Gotha-Suhl.

### Thüringen Philharmonie Gotha
2009 gab es eine einschneidende Veränderung bei der Thüringen Philharmonie. Aufgrund von Sparmaßnahmen kürzte das Land Thüringen seine Zuschüsse für Theater und Orchester in Thüringen. Zudem stellte die Stadt Suhl zum 31. Dezember 2008 die Mitträgerschaft und Mitfinanzierung der Thüringen Philharmonie Gotha-Suhl aufgrund leerer Stadtkassen ein. So fehlten der Thüringen Philharmonie Gotha-Suhl 1 Million Euro, die schließlich zu einer Reduzierung der Besetzung des Klangkörpers um 17 Musiker auf 51 Mitglieder führte. Durch die weitere Erhöhung der Finanzzuschüsse von Stadt Gotha und Landkreis Gotha wurde der Fortbestand des renommierten Orchesters schließlich gesichert. Der Name des Orchesters wurde infolge des Ausstiegs der Stadt Suhl zum 1. Januar 2009 in Thüringen Philharmonie Gotha geändert.

### Thüringen Philharmonie Gotha-Eisenach
Zum Beginn der Spielzeit 2017/2018 fusionierte die Thüringen Philharmonie Gotha mit der Landeskapelle Eisenach zur Thüringen Philharmonie Gotha-Eisenach. 20 Musiker der Landeskapelle Eisenach wechselten zur Thüringen Philharmonie Gotha-Eisenach. Am 7. September 2017 gab das fusionierte Orchester unter dem Motto „Musik in Fusion“ sein erstes Anrechtskonzert in der Stadthalle Gotha.

## Profil
Die Thüringen Philharmonie Gotha-Eisenach gibt vor allem symphonische, gelegentlich auch kammermusikalische Konzerte an den beiden Standorten Gotha und Eisenach. Es übernimmt den musikalischen Part von Opern- und Ballettaufführungen und die Begleitung bei Chorkonzerten.
Neben mehreren Konzertreihen in Gotha veranstaltete die Thüringen Philharmonie alljährlich das „Pfingstfestival“ auf Schloss Friedenstein zu Gotha im Ekhof-Theater, dem ältesten vollständig erhaltenen Schlosstheater der Welt. Neu eingeführt wurde 2001 anlässlich des 350. Gründungstages der Gothaer Hofkapelle – deren Tradition die Thüringen Philharmonie Gotha-Suhl fortführte – das Barockfest, das seither alljährlich durch die Stiftung Schloss Friedenstein Gotha veranstaltet wird. Zudem hat sich das Orchester überregional durch seine regelmäßige Aufführung großer kirchenmusikalischer Werke in Zusammenarbeit mit verschiedenen Kirchenchören einen Namen gemacht.
Im Dezember 2014 wurde Michaela Barchevitch Geschäftsführende Intendantin des Orchesters. In der Spielzeit 2017/2018 war Russell Harris Interims-Chefdirigent. Seit September 2019 ist Markus Huber Chefdirigent. Erste Konzertmeister sind Alexej Barchevitch und Seth Taylor.

## CD-Veröffentlichungen (Auswahl)
Die Thüringen Philharmonie Gotha hat eine Vielzahl an CDs eingespielt. Mehrfach ausgezeichnet wurde die CD-Reihe „MUSIK AM GOTHAER HOF“: Sie präsentiert Komponisten wie Georg Anton Benda, Andreas Romberg, Johann Ludwig Böhner, Louis Spohr und weitere Persönlichkeiten des Gothaer Musiklebens des 17. und 18. Jahrhunderts.
- Musik am Gothaer Hof – Anton Schweitzer (Arien und Orchesterwerke) von Stejskal, Breuer, Thüringen Philharmonie und Anton Schweitzer (Audio-CD – 2011)
- Musik am Gothaer Hof – Andreas Romberg von Hermann Breuer, Andreas J. Romberg und Thüringen Philharmonie Gotha-Suhl (Audio-CD – 2011)
- Musik am Gothaer Hof – Georg Anton Benda (Orchesterwerke und Solokonzerte) von Masurenko, Plagge, Breuer und Thüringen Philharmonie (Audio-CD – 2011)
- Musik am Gothaer Hof Vol. 1 von Barschewitsch, Breuer, Thüringen Philharmonie und Johann Ludwig Böhner (Audio-CD – 2011)
- Musik am Gothaer Hof Vol. 2 von Thunemann, Breuer, Thüringen Philharmonie und Johann Ludwig Böhner (Audio-CD – 2011)
- Musik am Gothaer Hof – Louis Spohr Doppelkonzerte von Hermann Breuer, Antje Weithaas und Michael Sanderling (Audio-CD – 2011)
- Klarinettenkonzert 1 und 2 und Op. 2 von Gerhard & Thüringen Philharmonie Suhl Amann (Audio-CD – 2011)
- Klavierkonzert 1 und 2 von Julian Evans & Thüringen Philharm.Suhl (Audio-CD – 2011)
- Mozart und Salieri von Roberto Sacca, Thomas Mohr und Nikolai Rimsky-Korssakoff (Audio-CD – 2003)
- Teatro Musicale-Vol. 3 von Taha, Keuper, Mulder und Näck (Audio-CD – 2003) – Doppel-CD
- First Symphony / Toccata von Peter Jona Korn (Audio-CD – 2002) – Import
- Weimar-Zeitreisen in Musik von Various (Audio-CD – 1999) – Doppel-CD
- Musik für Saxophon von Detlef Bensmann und Dietrich Erdmann (Audio-CD – 1996)
- Sinfonie 1 / Cockaigne Ouvert von Stephen Somary und Edward Elgar (Audio-CD – 1996)